# Фонд соціальної допомоги імені доктора Ф. П. Гааза
Фонд соціа́льної допомо́ги і́мені до́ктора Ф. П. Гаа́за  — недержавна неприбуткова благодійна організація (НПО), була заснована 26 листопада 1987 року в Одесі (на той час УРСР)
За даними доктора юридичних наук, професора, провідного наукового співробітника відділу конституційного права та місцевого самоврядування Інституту держави і права імені В. М. Корецького НАН України Олександра Батанова фонд є першою в СРСР неурядовою благодійною організацією.
Фонд названо на честь знаменитого російського філантропа німецького походження, «святого доктора» Федіра Петровича Гааза, девізом життя якого був принцип: «Поспішайте робити добро!», який, в свою чергу, став символом благодійної діяльності фонду.
Офіційне дослідження багаторічної різноманітної благодійної діяльності фонду знайшло своє документальне відображення у Висновку постійної комісії з соціальної політики Одеської міської ради від 17 травня 2000 р., за підрахунками якої фонд надав благодійної допомоги людям та соціальним установам загалом на суму (за тогочасним курсом) більш ніж 8 мільйонів доларів США.
Діяльності фонду присвячений документальний фільм, знятий в 1995 р..

## Історія створення, засновники

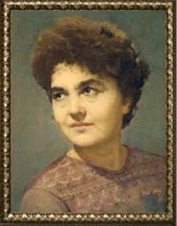
Перший голова правління фонду Тарасенко Т. А. (портрет пастеллю художника Л. Л. Гормаха)

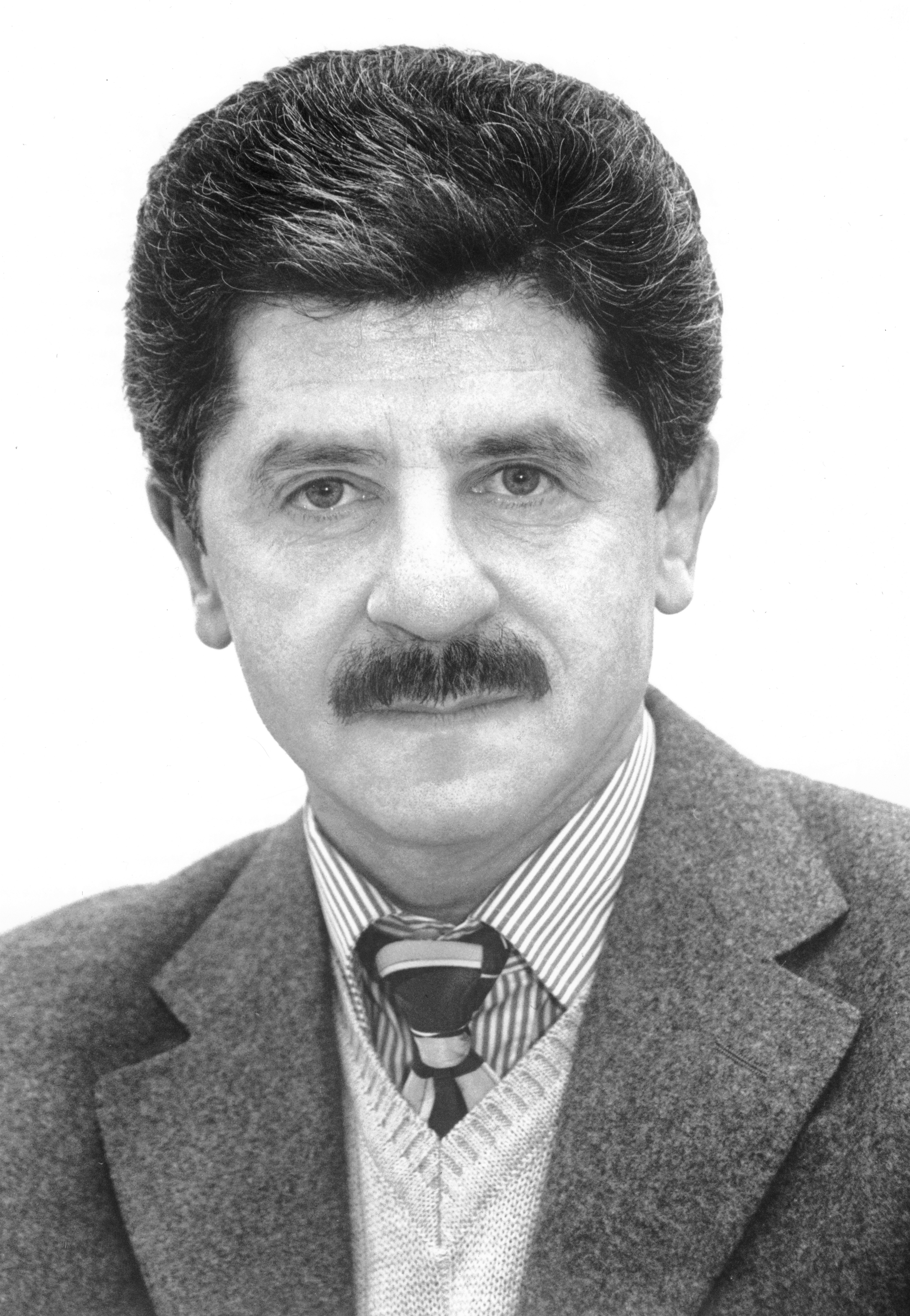
Засновник та президент фонду — Мучник О. Г.

Засновниками фонду стали випускники юридичного факультету Одеського державного університету імені І. І. Мечнікова (ОДУ) — Олег Джумберович Кутателадзе та Олександр Геннадійович Мучник. Джерелом натхнення для них став присвячений пам'яті «святого доктора» біографічний нарис «Федір Петрович Гааз», що вийшов з-під пера правознавця, товариша прокурора Харківського окружного суду, доктора кримінального права Харківського університету Анатолія Федоровича Коні.
Підтримку у процесі створення та становлення фонду надали викладачі ОДУ: моральну, психологічну та політичну — завідувачка кафедри філософії ОДУ Тамара Андріївна Тарасенко; юридичну — доктор юридичних наук, професор, академік НАПрН України, декан юридичного факультету ОДУ Анатолій Семенович Васильєв. У складі членів правління фонду був доктор юридичних наук, професор, завідувач кафедри теорії та історії держави та права юридичного факультету ОДУ Олексій Васильович Сурілов та доцент кафедри конституційного права юридичного факультету ОДУ Пахомова Тамара Михайлівна. Всебічну підтримку Фонду незмінно надавав доктор юридичних наук, професор, завідувач кафедри права Європейського Союзу та порівняльного права ОЮА Олександр Костянтинович Вішняков.
Першим головою правління фонду було обрано Тарасенко Т. А., другим — Кутателадзе О. Д. Збереглося інтерв'ю Мучника О. Г., в якому він високо оцінив діяльність обох голів правління фонду.
Від листопада 1990 року незмінним керівником (співголовою, головою правління, президентом) фонду є Мучник О. Г..
Віце-президенти Фонду: Цирфа Г. Б. та Богомолова Л. Г.
Значну допомогу у забезпеченні благодійних установ фонду приміщеннями надав однокурсник засновників, на той час прокурор Приморського району Одеси, згодом Народний депутат України 2-го, 3-го, 4-го, 6-го скликання Юрій Анатолійович Кармазін.
Істотну підтримку у справі з надання Фонду кількох автівок «швидка допомога» в умовах лімітованої соціалістичної економіки надала дружина Президента СРСР Раїса Максимівна Горбачова.

## Благодійна діяльність

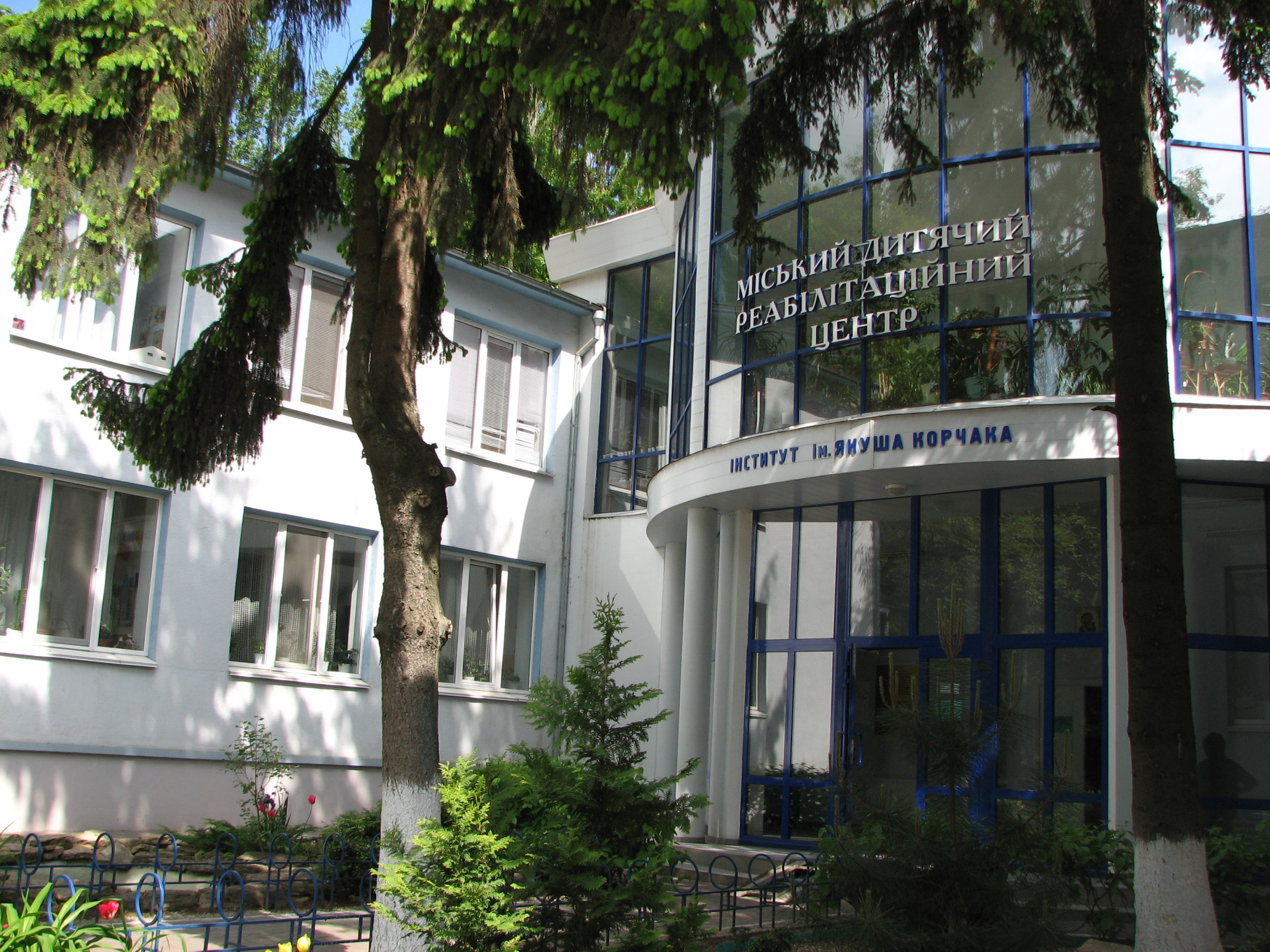
Інститут медичної реабілітації дітей з ураженням центральної нервової системи імені Януша Корчака (Одеса, 2015 р.)

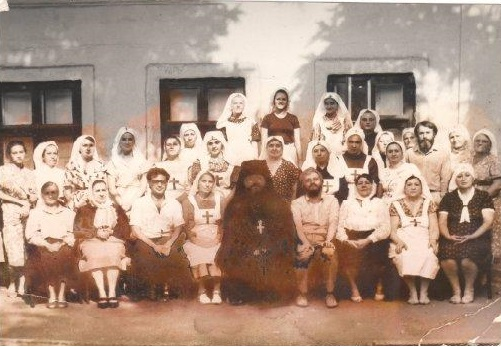
Колектив Центра милосердя імени матері Марії (Одеса, 1990 р.)

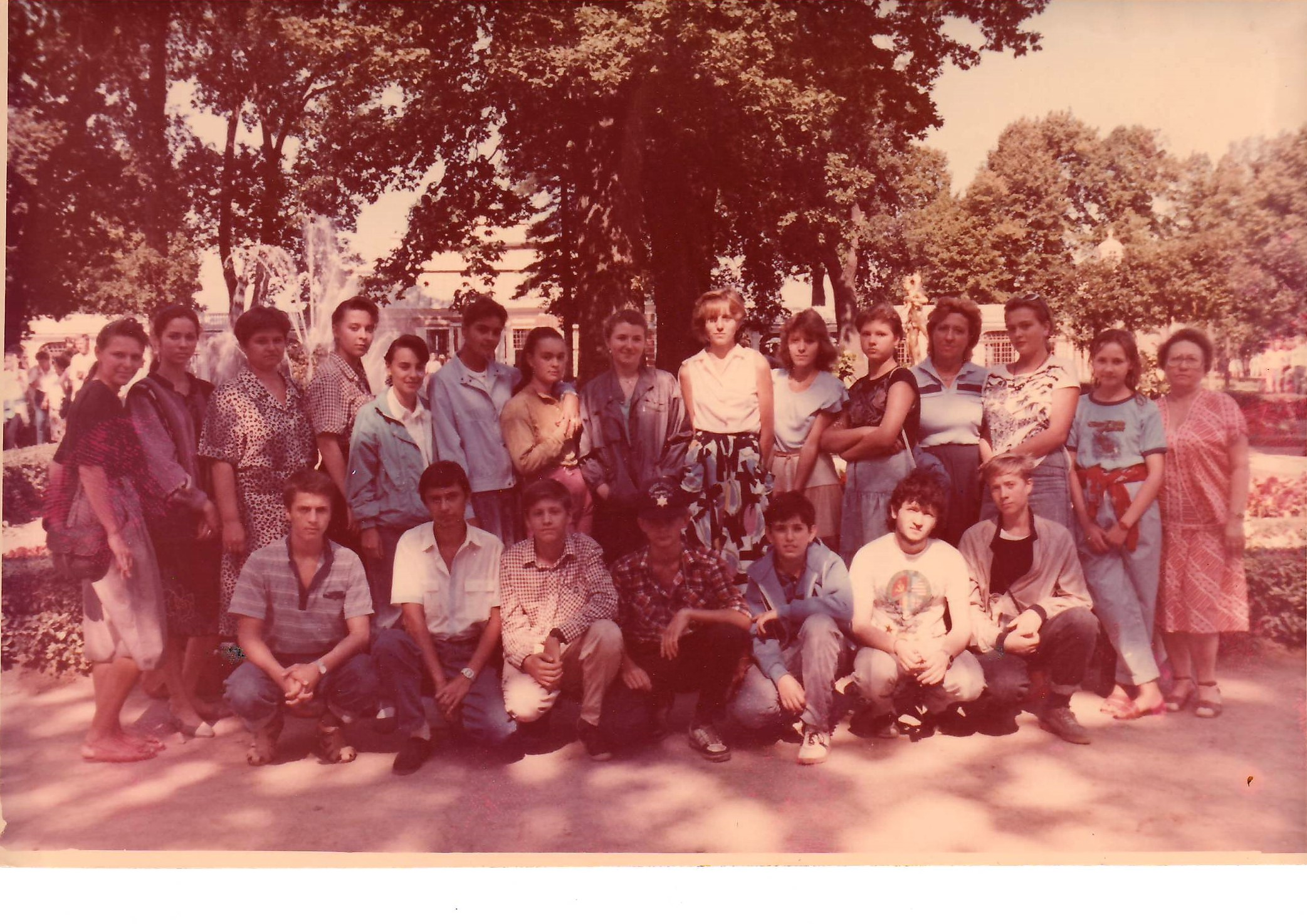
Колектив молодіжної благодійної установи «Гуманіст» (Одеса, 1990 р.)

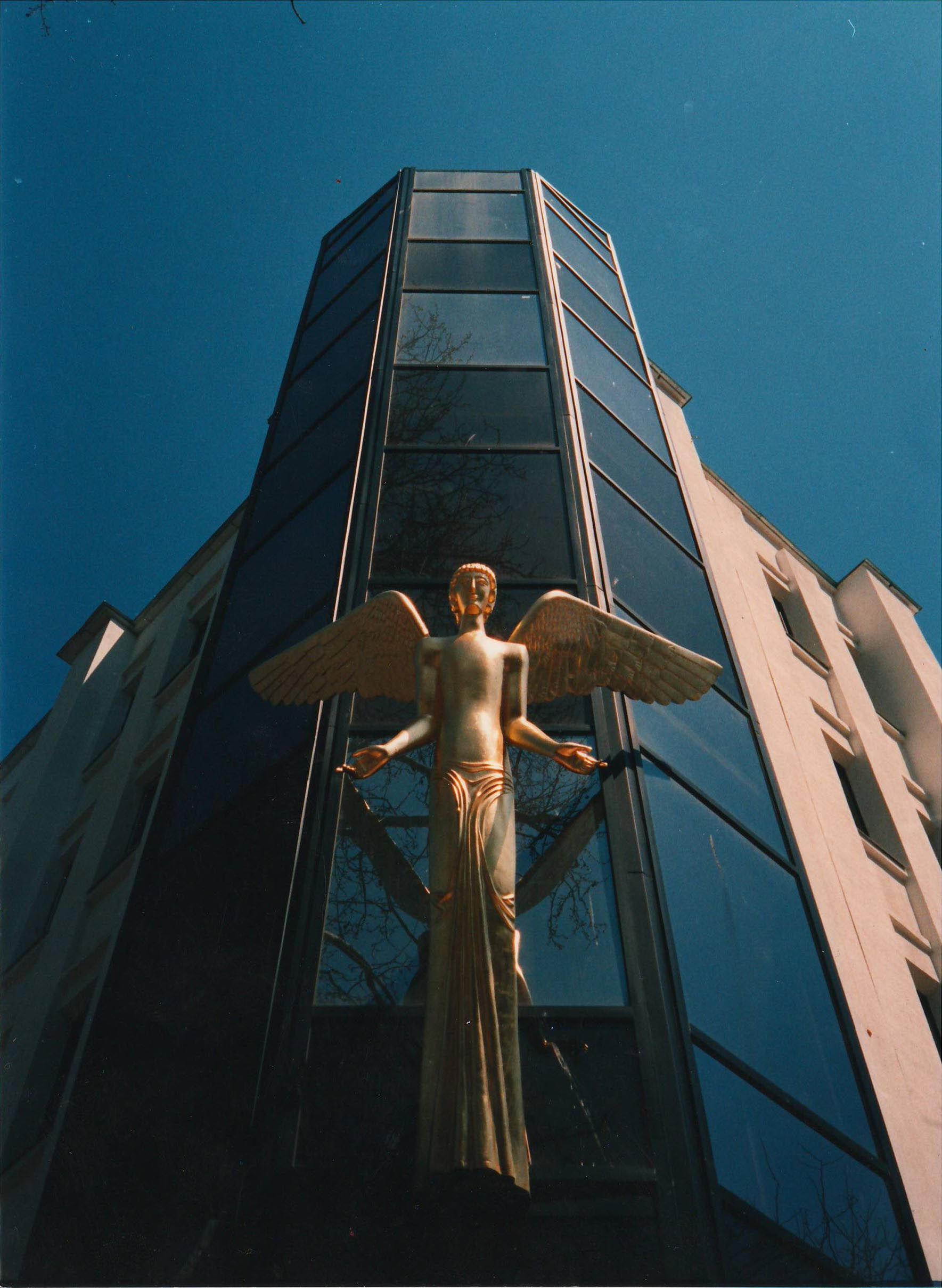

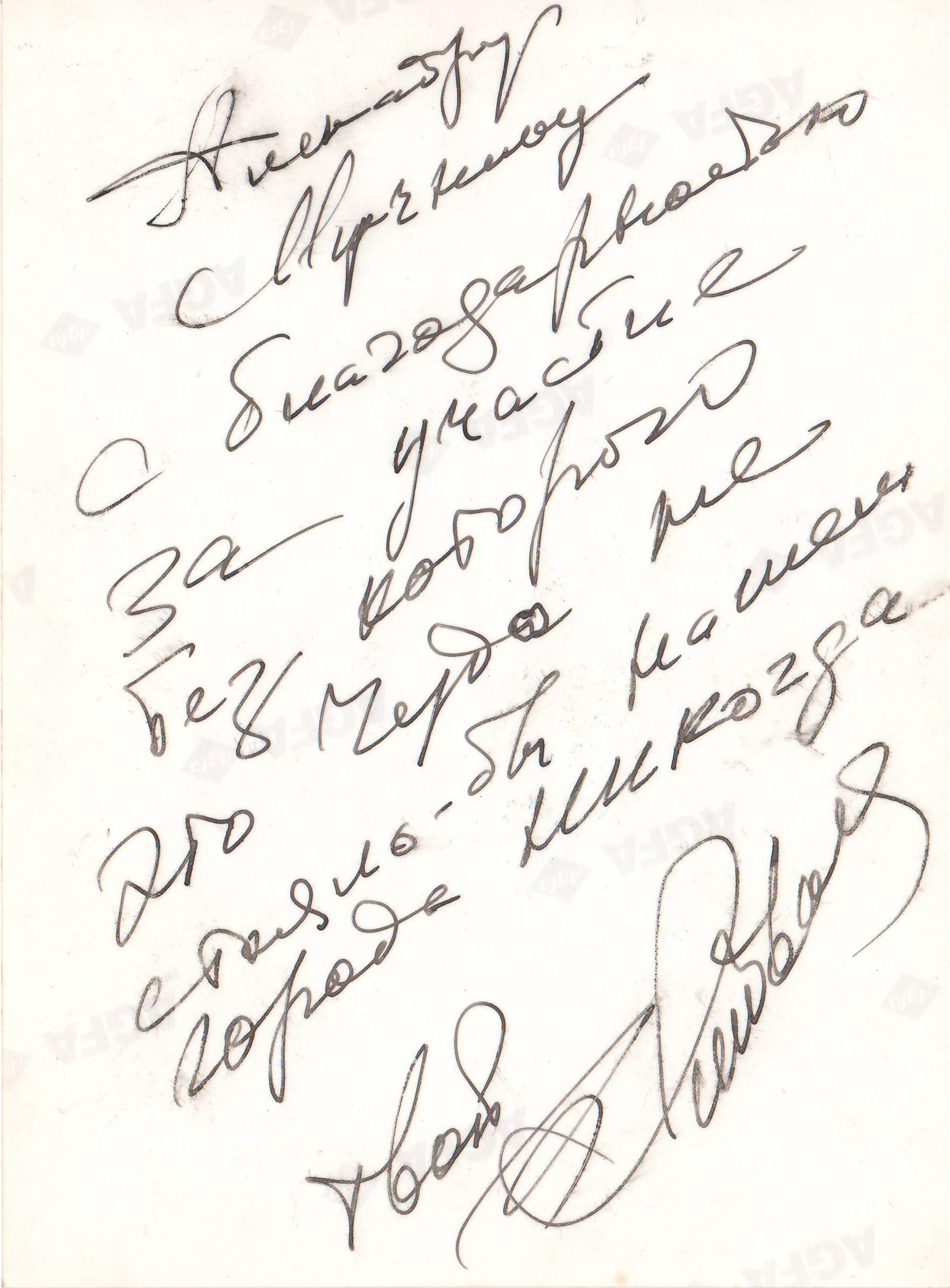
Автограф Героя України Бориса Давидовича Літвака

За роки своєї філантропічної місії фонд створив та фінансував низку благодійних установ, програм і проектів, що забезпечили матеріальну, юридичну, соціальну, медичну та психологічну допомогу значній кількості самотніх людей похилого віку, інвалідів, ветеранів війни та праці, хворих дітей, а також фінансову підтримку дитячим садкам, школам, лікарням, дитячим поліклінікам та санаторіям, різноманітним соціальним установам, сім'ям загиблих співробітників міліції, біженцям із зони збройного конфлікту в Придністров'ї (1992 р.).
З цією метою фондом були засновані:
- Інститут медичної реабілітації дітей з ураженням центральної нервової системи імені Януша Корчака;
- Центр милосердя імені матері Марії (9.08.1989 р., Одеса, УРСР), у трьох стаціонарах якого /розташованих на вул. Гамарника (тепер Семінарська), 13, кв. 1; проспекті Миру (тепер Олександрівський), 37, кв.21 та вул. Терешкової,12 «б»/ силами висококвалифікованих лікарів та сестер милосердя під керівництвом спочатку кандидата медичних наук Бориса Григоровича Херсонського, а потім Володимира Євгеновича Ґємусова здійснювався цілодобовий догляд за самотніми людьми похилого і старечого віку. Підопічних Центру обслуговували два автомобілі швидкої допомоги;
- Молодіжна благодійна установа «Гуманіст» (15.05.1990 р., Одеса, УРСР), яка силами старшокласників середніх шкіл, студентів медичного інституту і медичних училищ міста Одеси під керівництвом Любові Григоріївни Богомолової, надавала регулярну соціальну, медичну та психологічну допомогу самотнім людям похилого віку вдома. Підопічних «Гуманісту» обслуговували два автомобілі швидкої допомоги;
- Центр соціально-психологічної підтримки (15.11.1990 р., Одеса, УРСР), у складі якого під керівництвом лікаря Леопольда Миколайовича Мендельсона діяла служба молодіжного телефону довіри, яка щовечора (щоночі) надавала нагальну психологічну допомогу молодим людям, які опинилися у складній життєвій ситуації. Центр став ініціатором створення Асоціації телефонів довіри (1990 р.), Української асоціації телефонних консультантів (1992 р.), а також проведення Міжнародних семінарів телефонних консультантів;
- Філантропічний коледж імені Олександра Меня (1.12.1990 р., Одеса, УРСР) на навчальній базі Рішельєвського ліцею з метою підготовки кадрів для благодійних та соціальних установ, керівником якого стала вчителька математики цього ліцею Дора Олександрівна Чорокаєва;
- Інститут демократії та прав людини.

Фонд, зокрема, також:
- виступив одним із засновників Радянського фонду милосердя і здоров'я (16.09.1988 р., Москва, СРСР);
- з метою підготовки створення вільної економічної зони в Одесі доручив групі вчених під керівництвом доктора географічних наук, професора Володимира Олександровича Дергачова розробити (23.11.1988 — 6.04.1989 рр.) пакет документів під назвою «Перспективи розвитку Одеського регіону на основі відкритої економіки», який потім був представлений увазі громадськості міста Одеси[38];
- посприяв організації персональної виставки картин одеської художниці Зої Олександрівни Івницької у Західному Берліні (жовтень 1989 р. — січень 1990 р., ФРН);
- надав необхідну підтримку одеському піаністу Сергію Володимировичу Терентьєву (1990 р., Одеса, УРСР);
- надав фінансову допомогу газеті «Московские новости», офіс якої був пошкоджений внаслідок пожежі (14.03.1990 р., Москва, СРСР);
- надав фінансову допомогу проекту відомого радянського дисидента й правозахисника Валерія Федоровича Абрамкина[ru] «Гуманізація пенітенціарної системи» (23.04.1990 р., Москва, СРСР);
- надав фінансову допомогу першому у Радянському Союзі госпісу (26.09.1990 р., Ленінград, СРСР);
- надав фінансову підтримку Інституту економічних стратегій(рос.) (17.10.1990 р., Москва, СРСР).
- організував першу в країні міжнародну конференцію благодійних організацій «Добро і світ» (4-7.10.1990 р, Одеса, СРСР);
- разом із будівельним концерном «Приморський» (керівник Ю. Л. Кульбаченко) фонд організував програму безоплатного ремонту квартир незаможних самотніх людей похилого віку, яка здійснювалася під керівництвом досвідченого будівельника Володимира Пейсаховича Аненберга (1921—2004);
- спільно з редакцією щоденної газети «Вечірня Одеса» звернувся із закликом (26.01.1991 р) до всіх одеситів, громадських організацій, державних органів, депутатів всіх рівнів державної влади, які діяли на території міста Одеси, про необхідність створення загальноміської комплексної програми «Милосердя» для здійснення соціального захисту інвалідів, хворих дітей, одиноких людей похилого віку, а також будь-якій людини, яка потребує допомоги;
- створив першу в країні фінансову компанію — АФІО «ФОНД» (5.07.1991 р), — яка була покликана здійснювати свою діяльність на принципах філантропічної бізнесу: її акціонерами стали благодійні, соціальні та медичні установи країни;
- ініціював створення Асоціації благодійних організацій Одеси (16.10.1991 р.), органи управління якої мали б бути сформовані з представників «четвертої влади» — журналістів заради сприяння процесу заснування, діяльності та захисту благодійних організацій, які би виявили готовність працювати на території міста Одеси;
- в особі свого керівника посприяв Герою України Борису Давидовичу Літваку в створенні Центру реабілітації дітей-інвалідів «Майбутнє», більш відомого як «Будинок з ангелом»;

16 жовтня 2012 року фонд звернувся до Комісії з питань гуманітарної допомоги при Кабінеті Міністрів України з проханням зареєструвати його в Єдиному реєстрі отримувачів гуманітарної допомоги, щоб одержати права на отримання благодійної допомоги від закордонних донорів задля захисту соціальних прав громадян України. Звернення було залишено без відповіді. 23 серпня 2013 році з аналогічним проханням фонд звернувся до Міністерства соціальної політики України. У задоволенні цього прохання було відмовлено.
9 березня 2015 року фонд звернувся до Уповноваженого Верховної Ради України з прав людини із пропозицією ініціювати створення Асоціації благодійних організацій України заради мобілізації й координації зусиль усіх благодійних організацій країни із захисту соціальних прав незаможних громадян. Звернення було залишено без відповіді.
17.09.2014 р., 24.09.2015 р. та 9.10.2015 р. профінансував лікування онкологічного хворого в Медичному центрі «Кібер клініка Спіженка».

## Система діяльності

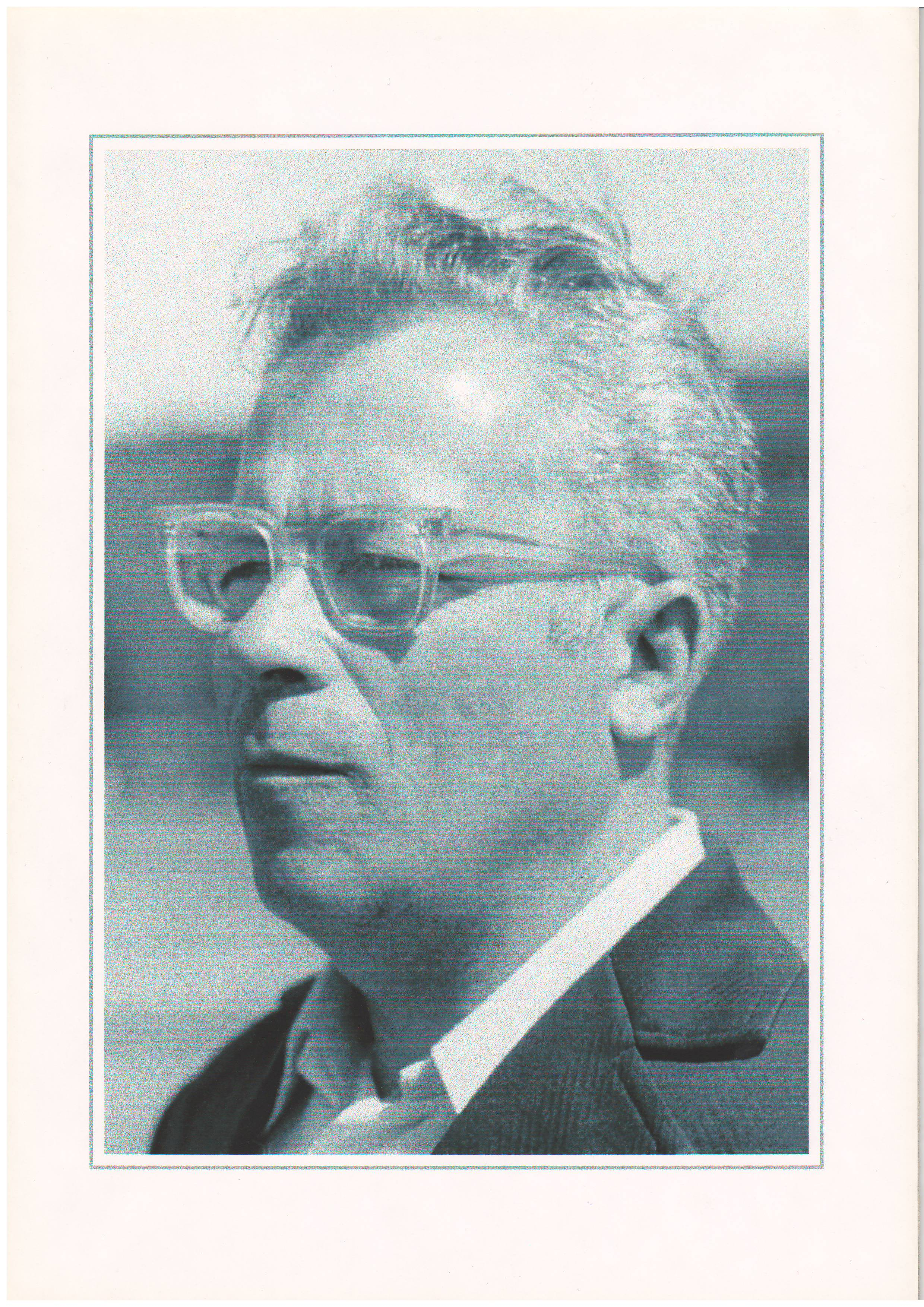
Художник Л. Л. Гормах — автор портрету доктора Ф. П. Гааза

У роботі фонду поєднані діяльність благодійних програм та установ, створені та фінансованих ним, та господарська діяльність суб'єктів філантропічного бізнесу (кооперативів, малих підприємств, страхової компанії «Фенікс», акціонерної фінансово-інвестиційної компанії — АФІТ «Фонд»), що створені фондом задля фінансування благодійних програм.
Відповідно до положень статуту фонду всі його співробітники виконують обов'язки без оплати праці (на громадських засадах).
На замовлення фонду художник Лазар Леонтійович Гормах (1924—2000) намалював пастеллю два портрети доктора Ф. П. Гааза: перший виставлений в офісі фонду, другий — (одночасно з брошурою про фонд) переданий у дар місту Бад-Мюнстерайфель, де народився Ф. П. Гааз. Пензлю художника також належить портрет матері Терези та Т. А. Тарасенко, виставлені в офісі фонду. Створений художником портрет Ірини Литвак (1955—1992) був переданий в дар її батькові — засновнику Центру реабілітації дітей-інвалідів «Майбутнє», Герою України — Б. Д. Літваку.
У 1990 році в офісі фонду був захищений дипломний проект випускника юридичного факультету ОДУ на тему: «Правовий статус та організаційна структура Фонду соціальної допомоги імені доктора Ф. П. Гааза».
О. Г. Мучнику належить стаття «Поспішайте робити добро!», що присвячена пам'яті доктора Ф. П. Гааза та першого голови правління фонду Т. А. Тарасенко, а у 2010 року фонд забезпечив видання книги, присвяченої пам'яті Т. А. Тарасенко. За даними сучасного дослідника її творчої біографії саме Мучник виступив ініціатором написання цієї книги: 
|  | Книга видана на замовлення Фонду соціальної допомоги імені лікаря Ф. П. Гааза. Першим головою цього Фонду була Тамара Андріївна, її портрет висить у кабінеті голови правління цієї благодійної організації Олександра Геннадійовича Мучника, справа на стіні. І виявляється, що саме він — випускник юридичного факультету 1981 року, студент Тамари Андріївни — запропонував Г. Гребеннику написати про свого Вчителя. |

## Міжнародна діяльність

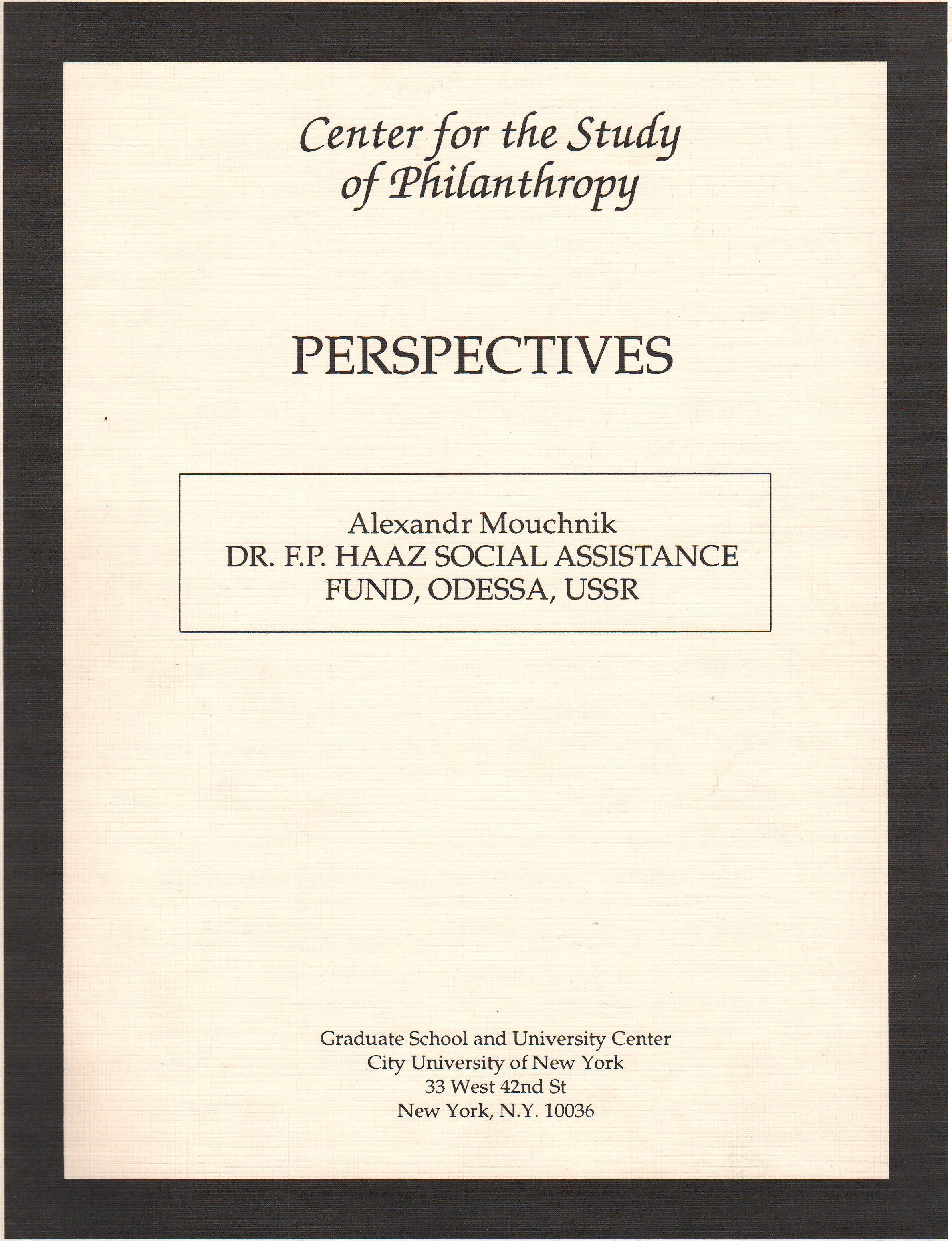
Брошура про Фонд імені доктора Ф. П. Гааза (1991 р., Нью-Йорк, США)

Організував першу в країні міжнародну конференцію благодійних організацій «Добро та мир» (4—7.10.1990 р., Одеса, УРСР).
Плідна діяльність фонду доволі швидко отримала міжнародне визнання: 28 травня 1991 року Олександр Мучник виступив із доповіддю про історію створення та систему діяльності фонду у Центрі з вивчення філантропічної діяльності (Нью-Йорк, США), який видав та розповсюдив брошуру про фонд серед благодійних організацій США, 15 липня 1991 року представники фонду доповідали про діяльність організації в Департаменті ООН у Відні (Австрія) — United Nations Office at Vienna Centre for Social Development and Humanitarian Affairs.
24-29 листопада 1992 року Фонд соціальної допомоги імені доктора Ф. П. Гааза відрядив Героя України Літвака Бориса Давидовича у статусі свого президента на семінар Департаменту ООН у Відні. 3 червня 1993 р. керівник Департаменту ООН у Відні Генрі Сокальскі відправив на ім'я президента фонду Б. Д. Літвака лист із заявою про всіляку підтримку зі свого боку, а також із закликом до майбутніх спонсорів про надання допомоги проекту Дитячого реабілітаційного центру в Одесі.
Давнім партнером фонду є товариство друзів доктора Ф. П. Гааза.